# ケイ酸アルミニウム
アルミニウムシリケート（またはケイ酸アルミニウム, aluminum silicate）は、ケイ酸塩類の一種であり、酸化アルミニウム、二酸化ケイ素、水などが様々な割合で結合した組成物の総称である。自然の鉱物の形でも、合成したものも「 xAl2O3. ySiO2. zH2O 」の様な形で表される。
例：
- 藍晶石、珪線石など：{\displaystyle {\ce {Al2SiO5}}}（または、{\displaystyle {\ce {Al2O3{\cdot }SiO2}}}）
- ナクル石など：{\displaystyle {\ce {Al2Si2O5(OH)4}}}, (または、{\displaystyle {\ce {Al2O3\ 2SiO2\ 2H2O}}})

## 用途
ゴムの充填剤や塗料に利用される。また、アルミニウムシリケートの天然ナノチューブであるイモゴライトやハロイサイトの研究が行われている。繊維としても利用され、酸化アルミの配合量が増えると耐火性が上がる。
- 研磨材[4]
- 医薬品；止瀉薬、解熱鎮痛薬（制酸薬）[5][6]

## 安全性
- ケイ酸アルミニウムを含む医薬品の長期摂取による腎結石の報告がある。[7]
- ケイ酸アルミニウムを含む粉体の吸入による呼吸器系障害（じん肺）の報告がある。[7]